# Tröstau
Tröstau är en kommun och ort i Landkreis Wunsiedel im Fichtelgebirge i Regierungsbezirk Oberfranken i förbundslandet Bayern i Tyskland.
Kommunen ingår i kommunalförbundet Tröstau tillsammans med kommunerna Bad Alexandersbad och Nagel.